# Тајланд на Светском првенству у атлетици на отвореном 2017.
Тајланд је учествовао на Светском првенству у атлетици на отвореном 2017. одржаном у Лондону од 4. до 13. августа шеснаести пут, односно учествовао је на свим првенствима до данас. Репрезентацију Тајланда представљала су два такмичара (1 мушкарац и 1 жена), који су се такмичили у две дисциплине.,
На овом првенству представници Тајланд нису освојили ниједну медаљу, нити је оборен неки рекорд.

## Учесници
| Мушкарци: - Sutthisak Singkhon — Десетобој | Жене: - Субенрат Инсаенг — Бацање диска |  |

## Резултати

### Мушкарци

#### Десетобој
| Дисциплина    | Sutthisak Singkhon | Sutthisak Singkhon | Sutthisak Singkhon | Sutthisak Singkhon | Sutthisak Singkhon | Sutthisak Singkhon |
| Дисциплина    | Лич. рек.          | Резултат           | Бод.               | Плас.              | Укупно             | Плас.              |
| ------------- | ------------------ | ------------------ | ------------------ | ------------------ | ------------------ | ------------------ |
| 100 м         | 10,87              | 11,16              | 825                | 24.                | 825                | 24.                |
| Скок удаљ     | 7,83               | 7,65               | 972                | 1.                 | 1.797              | 9.                 |
| Бацање кугле  | 14,09              | 13,34              | 688                | 27.                | 2.485              | 15.                |
| Скок увис     | 1,98               | НС                 |                    |                    |                    |                    |
| 400 м         | 48,05              |                    |                    |                    |                    |                    |
| 110 м препоне | 14,85              |                    |                    |                    |                    |                    |
| Бацање диска  | 41,80              |                    |                    |                    |                    |                    |
| Скок мотком   |                    |                    |                    |                    |                    |                    |
| Бацање копља  | 57,25              |                    |                    |                    |                    |                    |
| 1.500 м       |                    |                    |                    |                    |                    |                    |
| Десетобој     | 7.732              |                    |                    |                    | НЗ                 |                    |

### Жене
| Атлетичарка      | Дисциплина   | Лични рекорд | Квалификације | Квалификације | Финале                | Финале       | Детаљи |
| Атлетичарка      | Дисциплина   | Лични рекорд | Резултат      | Место         | Резултат              | Место        | Детаљи |
| ---------------- | ------------ | ------------ | ------------- | ------------- | --------------------- | ------------ | ------ |
| Субенрат Инсаенг | Бацање диска | 61,12 НР     | 55,16         | 13. у гр. Б   | Није се квалификовала | 26 / 29 (30) |        |